# Дунэрий (цинут)
Дунэрий — один из десяти цинутов Румынии в 1938—1940 гг. Назван в честь реки Дунай. Включал в себя Северную Добруджу и часть Молдавии. Столица — Галац.

## История
Цинут был создан в рамках административно-территориальной реформы и внедрения диктатуры, проводимой королем Румынии Каролем II. Цинуты в таком формате просуществовали 2 года и были упразднены после его отречения от престола. Одной из целей реформы была борьба с местным сепаратизмом и усиление диктатуры, границы новых цинутов не совпадали ни с историческими границами областей, ни с этническими, ни с экономическими реалиями.

## Герб
Герб состоял из десяти полос (5 голубых, 5 тёмно-красных). Это изображало десять жудецов, входящих в состав цинута Дунэрий. На фоне полос серебряный изгиб, олицетворяющий Дунай.

## Состав
Цинут состоял из десяти жудецов:
- Брэила
- Измаил
- Кагул
- Ковурлуй
- Путна
- Рымнику-Сэрат
- Текучи
- Тулча
- Тутова
- Фэлчиу

## Королевские резиденты
- Виктор Кадере (август 1938 — 31 января 1939)
- Константин К. Джуреску (1 февраля 1940 — 28 сентября 1939)
- Пол Гома (4 ноября 1939 — 6 сентя6ря 1940)